# T・J・フォード
T・J・フォード（Terrance Jerod Ford、1983年3月24日 - ）は、アメリカ合衆国テキサス州ヒューストン出身の元バスケットボール選手。NBAのミルウォーキー・バックス、トロント・ラプターズ、インディアナ・ペイサーズ、サンアントニオ・スパーズに所属していた。ポジションはポイントガード。身長183cm、体重75kg。

## 経歴
地元テキサス大学在学中にアーリーエントリーを宣言。2003年のNBAドラフトにおいて1巡目8位指名をミルウォーキー・バックスから受ける。
持ち味のスピードと高いジャンプ力を生かしたプレーでいきなりスターターの座を確保。出場した55試合で7.1得点6.5アシストの成績を残す。しかし、同シーズンの試合中、ゴール下に切り込んで行ったフォードは相手プレーヤーのファウルを受け背中からフロアに落下。脊椎損傷の大怪我を負う。チームはプレーオフ出場を果たすも、司令塔を欠いた状態では戦えず、ファーストラウンドで姿を消した。
続く04-05シーズン、怪我の状態がよくなかったフォードはシーズン全休の決断を下す。チームは大きく負け越しプレーオフ進出を逃した。
そして05-06シーズン、フォードはNBAのコートに帰ってきた。開幕戦となったフィラデルフィア・セブンティシクサーズ戦に出場。チームの勝利に貢献する。その後チームは好調を維持。チームの大黒柱のシューターマイケル・レッドやドラフト1位指名のアンドリュー・ボーガット、04-05シーズンMIPのボビー・シモンズらの活躍もあり、バックスはプレーオフ8位シードに滑り込んだ。フォードも1年目から数字を格段に挙げ、完全復活をアピールした。
オフにチャーリー・ビラヌエバと交換でトロント・ラプターズへ移籍。マイク・ジェームス(現ミネソタ・ティンバーウルブズ)の穴埋めが期待されるとともにクリス・ボッシュらとともにラプターズの未来を担うことになった。移籍初年度からランアンドガンのチームにフィット。チーム史上初の地区優勝に貢献した。
しかし、チームとは2シーズンのつきあいとなり、2008年夏、ジャーメイン・オニールなどとのトレードでインディアナ・ペイサーズへ移籍した。
2011年オフ、ロックアウト解除後にサンアントニオ・スパーズとの契約を発表。

## 突然の引退
2012年3月7日ニューヨーク・ニックス戦において、ニックスのバロン・デイビスのひじを背中に受け過去に手術歴のある脊椎を強打してしまった。フォードはそれにより数分体が麻痺し、その間コートに倒れたまま動けずにいた。コートから下がる時も若干よろめいた状態だった。
5日後の3月12日、チーム練習の前に引退を表明。脊椎を強打したのが2回目だったのが理由である。フォードは「他の選手だったら、大したことはないだろう。だが自分にとって、背中に肘が当たるということは違う結果をもたらすことになる。できれば34-36歳くらいで引退したかっただけに、こんなに早く引退しなくてはいけないのは残念だ。今シーズン、引退することになるとは思ってもいなかった」とコメントした。
引退後は、サンアントニオ・スパーズ傘下のDリーグオースティン・トロスでコーチングスタッフを務めていた。

## プレースタイル
非常に小柄ながらも高い運動能力とテクニックを駆使して得点する攻撃型のポイントガード。リーグでも屈指のスピードを生かしてアップテンポなゲームメークを得意とする。ミドルレンジからのジャンパーを主な得点源としているがスリーポイントの成功率はやや低い。
小柄な体格とプレースタイルが災いし、接触プレーによる故障が非常に多く満足にシーズンを戦えないのが悩みの種であった。引退を決意させたプレイも背中の強打である。